# グロシチ・ジュラ
グロシチ・ジュラ（Grosics Gyula, 1926年2月4日 - 2014年6月13日）は、ハンガリー出身の元サッカー選手、サッカー指導者。選手時代のポジションはゴールキーパー 。1950年代にマジック・マジャールと呼ばれたハンガリー代表の一員であり、黒豹（ハンガリー語：Fekete Párduc、フェケテ・パールドゥツ）の異名で呼ばれた。

## 経歴
グロシチはブダペスト近郊の小さな炭鉱労働者の街で生まれた。家族はキリスト教の信仰心が厚く、母親は彼をカトリックの司祭にする意向を持っていたという。15歳の時に地元のサッカークラブのドロギ・バーニャースでサッカーを始めるが第二次世界大戦の影響により、12歳から21歳までの多くのハンガリー人男性と共にオーストリアへと徴用され戦争終結までプレーの機会を失った。戦後、ドロギ・バーニャースからMATEOSZブダペストを経て、1950年にブダペスト・ホンヴェードへ移籍すると、フェレンツ・プスカシュらと共に数多くのタイトル獲得に貢献した。
ハンガリー代表としては1947年8月20日に行われたアルバニア代表戦でデビューし、1952年ヘルシンキオリンピックでは金メダルを獲得。1954年にスイスで開催された1954 FIFAワールドカップでは準優勝に貢献した。1956年のハンガリー動乱後も国内に留まり、1958年にスウェーデンで開催された1958 FIFAワールドカップ、1962年にチリで開催された1962 FIFAワールドカップに出場するなど国際Aマッチ86試合に出場した。
その一方で私生活では1949年にスパイ容疑と反逆罪の容疑で自宅に軟禁状態に置かれた。結果的に証拠不十分で不起訴となったもののハンガリー代表からは2年間の出場停止処分を受け、1年後に復帰を許されたものの継続的に秘密警察の監視下に置かれていた。
1956年にハンガリー動乱が発生した際にはホンヴェードの選手として南アメリカ遠征に参加しており、プスカシュをはじめ一部の選手と同様に国外へ亡命するものと考えられたが、国内に留まるとホンヴェードから鉱山労働者の街のクラブであるタタバーニャBSCへと移籍をさせられた。選手経歴の晩年にはフェレンツヴァーロシュTCへの移籍を希望したが共産党政権からの許可は下りず、1962年に現役を引退した。
引退後は1960年代に国内のサッカークラブやクウェート代表の監督を務め、その後はヴォラーンSCの会長を務めた。また、1989年に共産党政権が一党独裁体制を放棄して民主化し複数政党体制へ移行すると、グロシチはハンガリー民主フォーラムの候補として選挙に出馬したが落選した。
2008年3月25日、選手時代に移籍することが叶わなかったフェレンツヴァーロシュTCの計らいにより、シェフィールド・ユナイテッドFCとの親善試合に選手として招待された。グロシチは現役時代と同様に黒色のユニフォームを身に付け試合に出場するとわずかの時間プレーをした。
ブザーンスキー・イェネーと共にマジックマジャールの生き証人の1人だったが晩年は肺病を患い、2014年6月13日に亡くなった。

## 人物

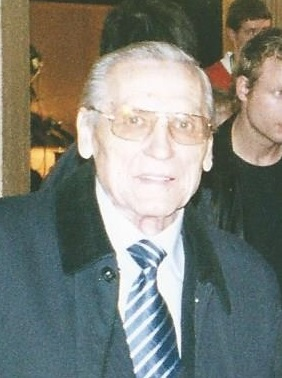
晩年のグロシチ

グロシチは鋭敏な反射神経を備えており、クロスボールに強く安定したセービングが持ち味のキーパーであったが足元のテクニックもあり、浅いディフェンスラインを敷くことが特徴のハンガリー代表の中ではペナルティエリアを越えてスイーパーの役割を果たすなど重要な役割を担った。
こうしたプレースタイルから革新的なキーパーと見做されているが、グロシチ自身は先駆者という立場を否定しつつも「もう一人のディフェンダー」の役割を果たしていたことについては認めている。グロシチはペナルティエリアを飛び出すプレースタイルの実践のためには状況判断力や決断力、守備陣との綿密な連携が必要であると指摘しているが、その一方で危機的な状況に迫られない限りはリスクを避け、飛び出しを行うべきではないと指摘している。
ニックネームの「黒豹」は黒色のユニフォームを身に付けていたことや猫のように俊敏な動作が特徴だったことに由来する。キーパーが黒色のユニフォームを着用するスタイルは、後に「黒クモ」「世界最高のキーパー」と呼ばれるソビエト連邦のレフ・ヤシンに引き継がれた。

## 個人記録
代表での成績
出典
| ハンガリー代表 | 国際Aマッチ | 国際Aマッチ |
| 年             | 出場        | 得点        |
| -------------- | ----------- | ----------- |
| 1947           | 2           | 0           |
| 1948           | 3           | 0           |
| 1949           | 0           | 0           |
| 1950           | 4           | 0           |
| 1951           | 1           | 0           |
| 1952           | 11          | 0           |
| 1953           | 7           | 0           |
| 1954           | 13          | 0           |
| 1955           | 0           | 0           |
| 1956           | 4           | 0           |
| 1957           | 5           | 0           |
| 1958           | 5           | 0           |
| 1959           | 8           | 0           |
| 1960           | 5           | 0           |
| 1961           | 12          | 0           |
| 1962           | 6           | 0           |
| 合計           | 86          | 0           |